# Pathompong Reonchaidee
Pathompong Reonchaidee (tiếng Thái: ปฐมพงศ์ เรือนใจดี, phiên âm: Ba-thom-bong Lơn-chai-đi, sinh ngày 27 tháng 7 năm 1995) còn nghệ danh là Toy (ทอย, Thoi), là một diễn viên và người mẫu người Thái Lan. Anh được biết đến qua vai Mo - Tình yêu không có lỗi, lỗi ở bạn thân. Hiện là diễn viên của GMMTV..

## Phim tham gia

### Phim truyền hình (Lakorn / Drama)
| Năm  | Tựa                                                        | Vai                                | Đóng với                                     | Đài       |
| ---- | ---------------------------------------------------------- | ---------------------------------- | -------------------------------------------- | --------- |
| 2017 | Lhong Fai Ngọn lửa đam mê                                  | Kunchorn                           | Pimchanok Leuwisedpaiboon                    | GMM 25    |
| 2018 | Roop Thong                                                 | Seua / Theeka                      | Sutatta Udomsilp                             | GMM 25    |
| 2019 | Korn Aroon Ja Roong                                        | Napat                              | Nichaphat Chatchaipholrat                    | GMM 25    |
| 2020 | Nang Sao 18 Mongkut                                        | Payu                               | Chanikarn Tangabodi                          | GMM 25    |
| 2020 | Nang Fah Lam Kaen Nữ thần Lam Kaen                         | Pitchaya Phatthanaphongsan/ "Pete" | Rungrat Mengpanit                            | One 31    |
| 2021 | Girl2K Gái văn phòng 2000 tuổi                             | Moo Tod                            | Sushar Manaying                              | GMM 25    |
| 2021 | Wan Wassana Vận mệnh ảo danh                               | Chod                               | Sireethorn Leearamwat                        | One 31    |
| 2022 | Raan 2022 Bông hoa dục vọng                                | Yothin                             | Natcha Jeka                                  | Channel 8 |
| 2022 | Wayla Kammathep Thời gian thần tình yêu / Yêu nhầm chị dâu | Touch                              | Porapat Srikajorn & Nopjira Lerkkajornnamkul | One 31    |

### Series
| Năm  | Phim                                                                                               | Vai            | Đóng với                                     | Đài    |
| ---- | -------------------------------------------------------------------------------------------------- | -------------- | -------------------------------------------- | ------ |
| 2015 | GPA Breeding Institute                                                                             | Toy            |                                              | GMM25  |
| 2015 | Love On Air 3: withdrawing my oath                                                                 | Toy            |                                              | GMM25  |
| 2016 | Club Friday To Be Continued: Friend & Enemy Tình yêu không có lỗi, lỗi ở bạn thân (phần 2)         | Taengmo / "Mo" | Sarannat Praduquyamdee                       | GMM25  |
| 2016 | Love Songs Love Series: Summer                                                                     | Man            | Sananthachat Thanapatpisal                   | GMM25  |
| 2016 | Club Friday To Be Continued: She Changed Tình yêu không có lỗi, sai vì người đã đổi thay (phần 2)  | Tim            | Sakolrat Wornurai                            | GMM25  |
| 2017 | Club Friday The Series 8: Ruk Tae Rue Kae... Mai Phor Tình Yêu Thực Sự Hay Chỉ Là Đam Mê Nhất Thời | Nam            | Ratchawin Wongviriya                         | GMM25  |
| 2017 | Dimensional horror believe to be... not believe death.                                             | Ton            | Sarun Kanyamoon                              | GMM25  |
| 2017 | My Secret Friend                                                                                   | Latte          | Jannine Weigel & Thanapob Leeratanakajorn    | GMM25  |
| 2017 | Love Songs Love Series: Oh                                                                         | Oh             | Tipnaree Weerawatnodom & Lapisara Intarasut  | GMM25  |
| 2017 | Love Books Love Series: Secret & Summer                                                            | Secret         | Lapassalan Jiravechsoontornkul               | GMM25  |
| 2018 | Club Friday The Series 10: Hed Gerd Jark Kwarm Roo Seuk Pid Hối hận muộn màng                      | Dome           | Phitchanat Sakhakon                          | GMM25  |
| 2018 | Seua Chanee Gayng: Freshy                                                                          | Tum            | Arachaporn Pokinpakorn & Akalavut Mankalasut | One 31 |
| 2020 | Club Sapan Fine (ep.2)                                                                             | Chang          | Kemisara Paladesh                            | GMM25  |
| 2020 | Girl Next Room: Motorbike Baby                                                                     | Tankhun        | Worranit Thawornwong                         | GMM25  |
| 2021 | The Comments Bình luận chết chóc                                                                   | Patra          | Sarunchana Apisamaimongkol                   | GMM25  |
|      | Love Stalker                                                                                       |                | Kanticha Chumma                              | HOOQ   |
| 2022 | Good Old Days                                                                                      |                | Sarunchana Apisamaimongkol                   | GMM25  |

### MC
| Năm         | Chương trình   | Đài    |
| ----------- | -------------- | ------ |
| 2014        | เกรียน Possible | GMM 25 |
| 2016 - 2019 | โตแล้ว'         | GMM 25 |

### TVC
- โฆษณา ผลิตภัณฑ์ Cake Seoul
- โฆษณา กาเกา ทอล์ค
- โฆษณา Pepsi
- โฆษณา oppo
- โฆษณา ถนนสีขาว Toyota
- โฆษณา IDOLO (MISTINE X GMMTV)

### MV
| Năm  | Tựa                            | Ca sĩ   |
| ---- | ------------------------------ | ------- |
| 2015 | "ไม่มีใครพูดคำว่าเพื่อนได้เจ็บเท่าเธอ"  | Prim    |
| 2016 | "อาจเป็นเพราะ (Because of You)" | พลอยชมพู |